# Palkonya
Palkonya (Duits: Palkan) is een plaats (község) en gemeente in het Hongaarse comitaat Baranya. Palkonya telt 303 inwoners (2001).

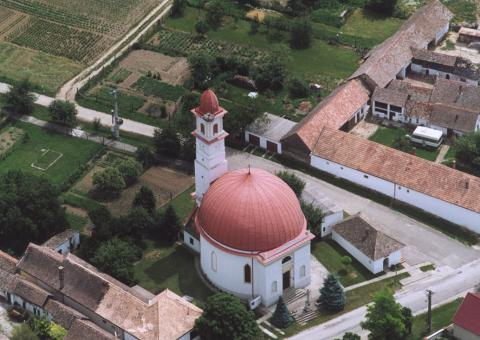
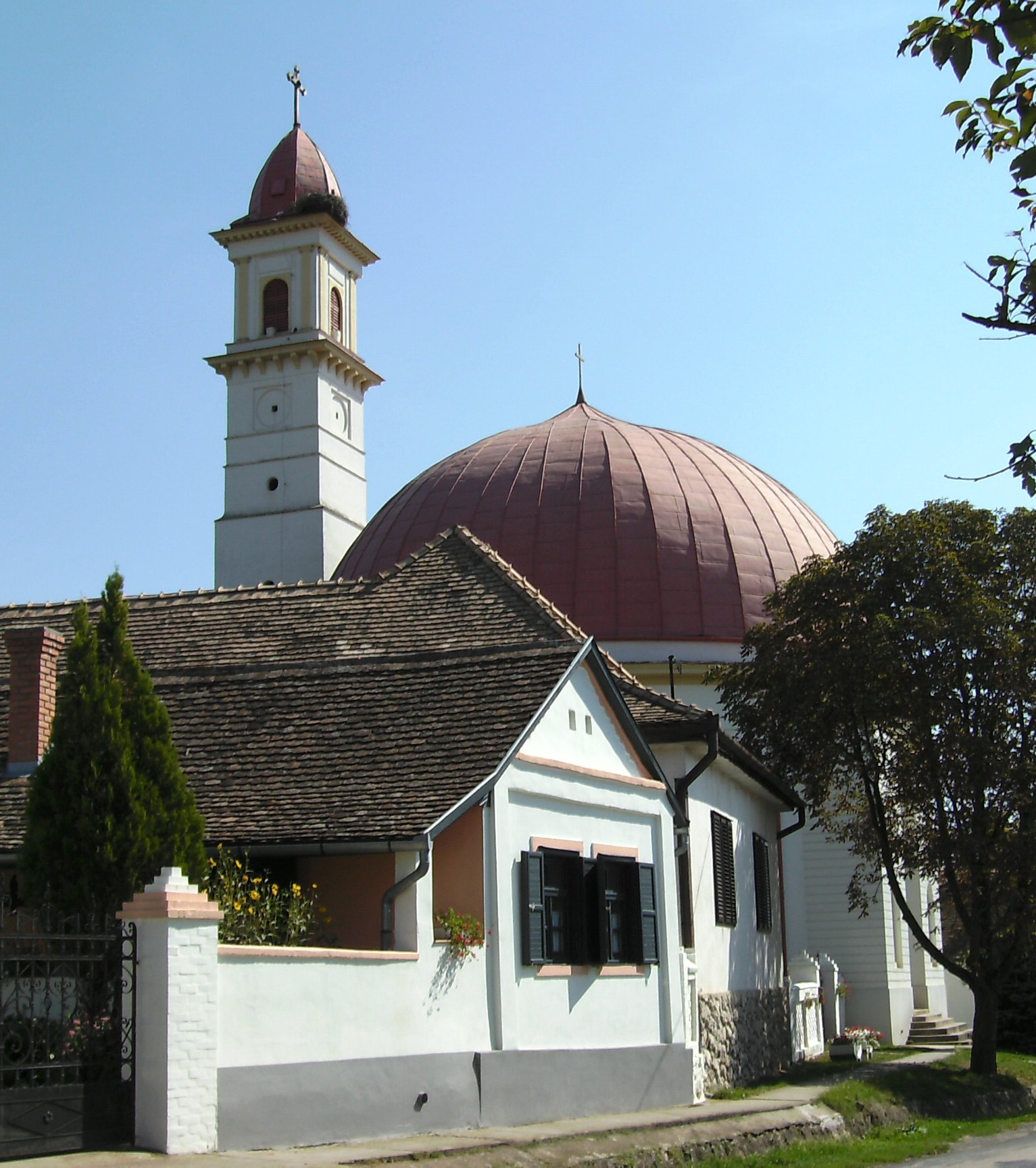